# Sozial- und Wirtschaftsgeschichte Bayerns im Ersten Weltkrieg
Das Königreich Bayern war 1914 Teil des Deutschen Reiches, hatte dabei zwar Sonderrechte, war aber kein souveräner Staat mehr. So hatte beispielsweise damals die Regierung nur im Friedensfall den Befehl über die Bayerische Armee und musste auch die Bündnisverpflichtungen des Deutschen Reiches, die zum Ersten Weltkrieg führten mittragen.
Bereits vor dem Ersten Weltkrieg bestanden in Bayern eine Vielzahl ungelöster Probleme. Dazu zählten nicht nur die Krise der bayerischen Monarchie, die deren Akzeptanz in der Bevölkerung deutlich schwinden ließ, sondern auch ein zunehmender politischer Einfluss der Bürokratie, das Wachsen von, im damaligen Verfassungsrecht jedoch nicht berücksichtigten politischen Parteien und die neu aufstrebende Frauenbewegung. Ausschlaggebend für die nach dem Krieg auftretenden Umbrüche war aber dennoch die desaströse wirtschaftliche und soziale Lage, die an Härte mit zunehmender Kriegsdauer immer weiter zunahm. Nachhaltig wurde dabei das Vertrauen der Menschen in den Staatsapparat erschüttert, was letztlich dazu führte, dass noch vor dem offiziellen Kriegsende die Monarchie in Bayern abgesetzt und der Freie Volksstaat Bayern unter Kurt Eisner als erstem Ministerpräsidenten der bayerischen Republik ausgerufen worden war.
(zur Wirtschaftslage des Deutschen Reiches im Ersten Weltkrieg siehe Hauptartikel Deutsche Wirtschaftsgeschichte im Ersten Weltkrieg)

## Vorgeschichte
Bayern war als 1870 dem Norddeutschen Bund beigetreten. Dabei hatte es zwar grundsätzlich seine Souveränitätsrechte verloren, ihm waren aber einige Sonderrechte, wie beispielsweise der Vorsitz im Bundesratsausschuss für auswärtige Angelegenheiten, die Aufrechterhaltung eines eigenständigen Gesandtschaftswesens und die so genannten Reservatrechte zugestanden worden. Der Erste Weltkrieg war also der erste Krieg, bei dem die bayerische Feldarmee nicht auch unter dem eigenen Oberbefehl stand.
Schon einige Zeit vor dem Weltkrieg war auch die bayerische Monarchie, insbesondere aufgrund der Geistesschwäche ihrer Oberhäupter (Ludwig II., Otto I.) in einer Krise, wodurch nicht nur deren Akzeptanz in der Bevölkerung beschädigt, sondern auch die politische Stellung Bayerns insgesamt geschwächt wurde. Innenpolitisch errang nicht nur die Bürokratie in Bayern mehr Einfluss, als ihr nach der Verfassung zustand, es entstanden auch zunehmend einflussreiche politische Parteien, die die Verfassung ebenfalls nicht berücksichtigte. Auch blieben soziale Fragen, die mit der zunehmenden Industrialisierung aufgekommen waren ebenso ungelöst, wie der Umgang mit dem Verlangen der Arbeiter nach mehr Einfluss in der Gesellschaft und der neu aufstrebenden Frauenbewegung.

## Militär
Der Erste Weltkrieg unterschied sich in vielerlei Hinsicht von früheren europäischen Kriegen. Schon vom Ausmaß her war die personelle Mobilmachung der Wehrpflichtarmee des Jahres 1914 nicht mehr mit 1870 vergleichbar. Neben der Reserve wurden die Landwehr sowie bald der Landsturm, also die bis 45-Jährigen, einberufen. Das bayerische Heer umfasste nach dem Friedensstand etwas über 87.000 Mann, das Feldheer bereits bei Kriegsbeginn über 278.000. Wie unmittelbar sich allein diese erste Vermehrung der Armee auf die Wirtschaft auswirken musste, zeigt sich noch deutlicher bei der Zahl der Pferde, damals noch ein wesentlicher Faktor im Bereich der Wirtschaft: Der Friedensstand von etwa 19.000 wurde bei Kriegsbeginn auf über 81.000 erhöht. Zum Ende des Krieges belief sich die Truppenstärke auf etwa 900.000 Soldaten. Die Bayerische Armee hatte nicht nur an der Westfront gekämpft, ihre Einheiten waren auch in Ungarn, Russland, Syrien, Palästina und der Ukraine eingesetzt worden.
Bei Kriegsende hatten dann etwa 15 bis 20 % der gesamten Bevölkerung Bayerns das Feldheer durchlaufen, wogegen für frühere Kriege ein Satz von höchsten 3 % angenommen werden kann. Der Personalbedarf des Heeres führte dazu, dass beispielsweise in Augsburg ab Sommer 1917 auch die gymnasiale Ausbildung nur noch deutlich eingeschränkt möglich war, da bereits auch die Schüler der Unterprima eingezogen, oder zu regelmäßigen Arbeitsdiensten verpflichtet waren. Zum Ende des Krieges hatte das bayerische Heer etwa 200.000 Gefallene zu beklagen und allein aus München etwa 13.000, aus Augsburg 3.577 und aus Fürth 1.835.

## Folgen des Hindenburg-Programms
Die Ablösung Falkenhayns durch Erich Ludendorff und Paul von Hindenburg am 29. August 1916 (3. OHL) brachte einen Wechsel in der Politik der OHL gegenüber dem Bayerischen Kriegsministerium und der Wirtschaft. Hindenburg und Ludendorff verkündeten am 31. August 1916 das Hindenburg-Programm, das drastische Maßnahmen zur Steigerung der Wirtschaftskraft verlangte. Dieses von Hindenburg und Ludendorff eingerichtete Programm entsprach einer Militärdiktatur.
Schon vor Ausbruch des Krieges war das Vertrauen der Menschen in den Staatsapparat erschüttert. So blieb es nicht aus, dass die Folgen des Hindenburg-Programms, das nicht nur für die Wirtschaft (insbesondere Schwer- und Rüstungswirtschaft), sondern auch für die Soldaten und Arbeiter spürbar war, ihr Übriges dazu taten. Denn zur Steigerung der Produktion war es unumgänglich, aus den Armeen eine Fülle von Facharbeitern herauszuziehen. Aber auch damit war der Bedarf noch längst nicht gedeckt. Der Einsatz von Frauen in der Industrie stieg weiter an. Das Gesetz über den vaterländischen Hilfsdienst vom 5. Dezember 1916 setzte einen allgemeinen Arbeitszwang fest. Auch mussten Kriegsgefangene und tausende belgische Zwangsarbeiter in der Rüstungsindustrie eingesetzt werden. Zur gleichen Zeit wurde das „Kriegsamt“ unter Wilhelm Groener neugeschaffen. Ihm unterstanden die Kriegsrohstoffabteilung/KRA (Major Koeth), das Kriegsersatz- und Arbeits-Departement, das Waffen- und Munitions-Beschaffungsamt (Wumba, in dem die Feldzeugmeisterei aufging), das Bekleidungs-Beschaffungsamt, die Abteilung für Einfuhr und Ausfuhr sowie die Abteilung für Volksernährung. Das Amt kam also der von Ludendorff forcierten Ausweitung des Kriegs zu einem totalen Krieg ebenso entgegen, wie der Aushöhlung des preußischen Kriegsministerium durch den Entzug von Kompetenzen.
Als rechtliche Grundlagen für das staatliche bzw. militärische Vorgehen diente im rechtsrheinischen Bayern das Gesetz über die Verhängung des Kriegszustandes von 1912, das im Kriegsfall die gesamte Exekutive den Kommandierenden Generälen der drei Armeekorps übertrug, die ihrerseits wieder dem Befehlshaber des Besatzungsheeres, dem Kriegsminister, unterstanden. In Preußen und in der bayerischen Rheinpfalz galten in gleicher Funktion Gesetze über den Belagerungszustand.

## Lage der Bevölkerung zum Ende des Ersten Weltkrieges

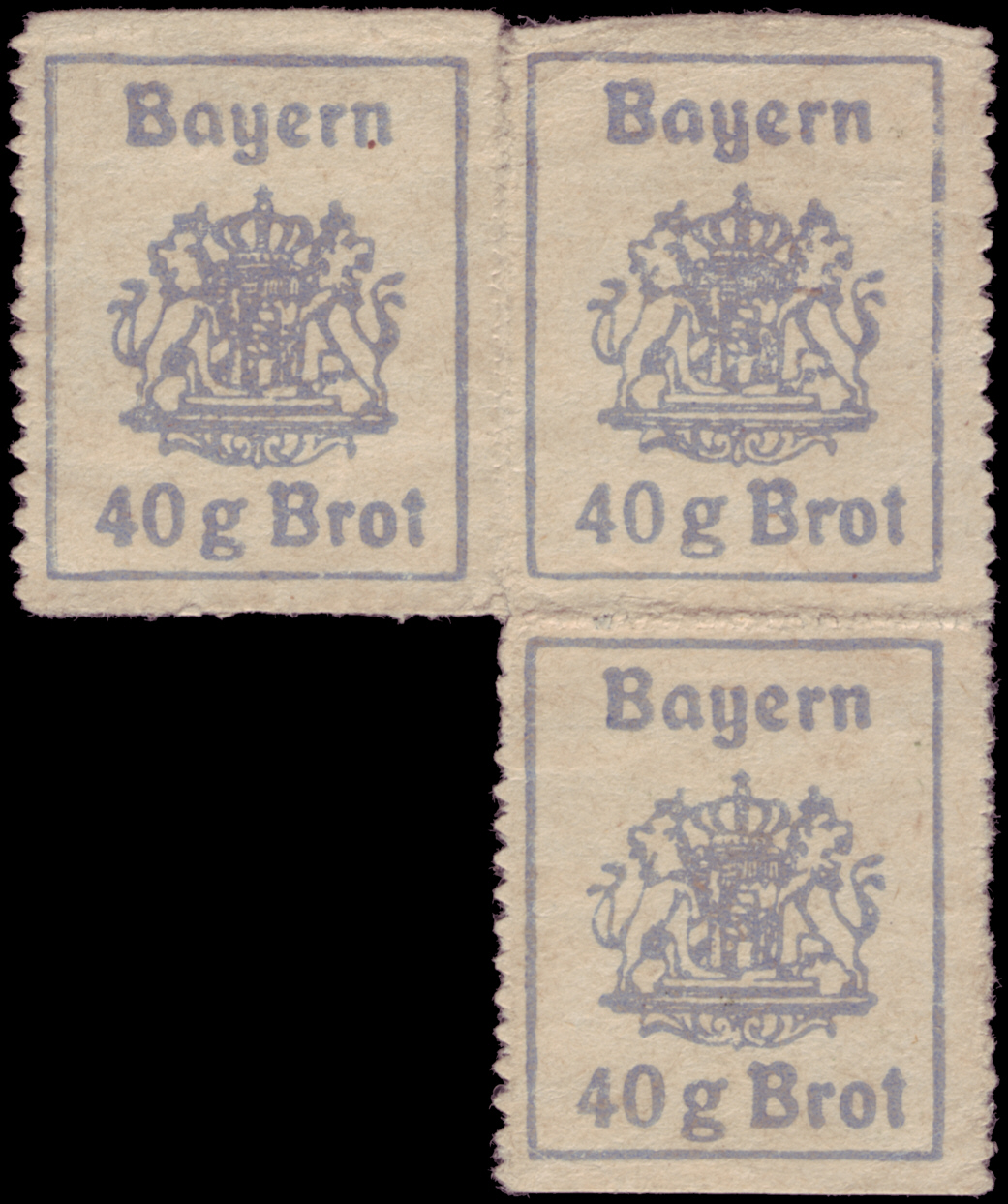
Rationsmarken für Brot

Auf kommunaler bzw. Bezirksamtsebene wurden die Kommunalgesellschaften eingerichtet, die Ernährung und Versorgung sicherstellen sollten, allerdings kaum Steuerungsmöglichkeiten hatten. Im Gegenteil waren sie es, die den wachsenden Ärger und die Wut der Bevölkerung insbesondere über die ungenügende Versorgungslage zu spüren bekamen. In Augsburg lag beispielsweise ab Mitte 1917 die tägliche Ration Brot bei 170 g, an Milch bei 125 ml und Fett, Kartoffeln und Zucker fehlten weitgehend.
Denn es war in diesem Krieg ganz typisch, dass für die Bevölkerung die Verantwortung für die zunehmenden wirtschaftlichen Probleme in erster Linie bei der nächstgelegenen kriegsgeborenen Verwaltung lag, also beim Kommunalverband, der Stelle, mit der sie am ehesten zu tun hatte. Höher hinauf wurden noch die bayerischen Ministerien gesehen, aber diese waren für einen großen Teil der Bevölkerung schon im vollen Wortsinn weit entrückt in München. Die bäuerliche und kleinbürgerliche Bevölkerung sah nicht oder wollte nicht die Abhängigkeit ihrer Lage von den großen politischen und militärischen Konstellationen sehen. Je mehr sich die Lage verschlechterte, desto mehr wurde die Schuld „oben“ gesucht, wobei dieses „oben“ einerseits personalisiert wurde und König und Königin („Millibauer“, „Topfenresel“) meinte, andererseits sich auf die bösen Preußen konzentrierte, die die braven Bayern in einen Krieg gezwungen hatten und ihnen jetzt auch noch die wenigen Lebensmittel raubten. Ludwig III. wurde zudem als Hindernis für einen Friedensprozess gesehen, betrieb er doch auch während des Ersten Weltkrieges ungerührt Interessenpolitik zu seinen eigenen Gunsten.

## Folgen
In der Industriestadt Fürth beispielsweise sank die Einwohnerzahl von Beginn zum Ende des Krieges von etwa 70.800 auf etwa 55.400. Mehr als 1.800 Einwohner der Stadt kamen als Soldaten ums Leben.
Der Großteil der Soldaten der bayerischen Armee blieb zwar bis nach Ende des Krieges diszipliniert, insgesamt begann aber die Führung der Armee in den letzten Wochen des Krieges den Verantwortlichen zunehmend zu entgleiten. Insbesondere in Ersatztruppenteilen gärte es und nach der Demobilisierung schlossen sich etliche Soldaten Freikorpsverbänden an.
Knapp eine Woche (7. November 1918) vor dem offiziellen Kriegsende war die Monarchie in Bayern friedlich abgesetzt und der Freistaat Bayern (Zitat: Ursprünglich bedeutete „Freistaat“ die Freiheit vom deutschen Reich …) unter Kurt Eisner als erstem Ministerpräsidenten der bayerischen Republik ausgerufen worden. Wesentliche Ziele der Bewegung waren es, eine Beendigung des Krieges herbeizuführen und Bayern in eine parlamentarische Demokratie zu verwandeln. Eisner setzte sich in Berlin gegen die zentralistische Staatsauffassung ein und wollte erreichen, dass Bayern seinen bisherigen Status im Deutschen Reich (Erhalt der Reservatrechte) behielt. Die Wirren der Nachkriegszeit waren jedoch so nachhaltig, dass er vor Abschluss der Verhandlungen ermordet wurde. Die anschließend ausgerufene Bayerische Räterepublik jedoch leistete dem, ohne ihn verhandelten Entwurf der Weimarer Verfassung keinen Widerstand, so dass Bayern anschließend im Nachkriegsdeutschland sowohl innen- als auch außenpolitisch nur noch marginale Bedeutung zukam. Bis zum Ausbruch der Nazidiktatur versuchten bayerische Politiker erfolglos nachzubessern, insbesondere auch, weil die Weimarer Republik bei der bayerischen Bevölkerung nur wenig akzeptiert war.